# Marek Solczyński
Marek Solczyński est né le 7 avril 1961 à Stawiszyn en Pologne. C'est un archevêque catholique polonais, nonce apostolique en Turquie (en) et en Azerbaïdjan (en) depuis février 2022.

## Biographie
Originaire de la paroisse Urszuli de Zbiersku du diocèse de Kalisz en Pologne où il est baptisé, il rejoint le séminaire métropolitain de Varsovie où il fait des études de théologie et de philosophie. Il est ordonné prêtre le 28 mai 1987 par le cardinal Jozef Glemp dans la cathédrale Saint Jean-Baptiste, à Varsovie. Il est envoyé de 1987 à 1989 comme vicaire dans la paroisse de Czestochowa.
En 1989 il commence des études à l'académie pontificale ecclésiastique pour rentrer dans les services diplomatiques du Saint-Siège. Il étudie en parallèle à l'université pontificale grégorienne où il obtient un doctorat en droit canon et entre au service de la diplomatie vaticane le 1er avril 1993.
Le 26 novembre 2011 il est nommé archevêque titulaire de Césarée-en-Maurétanie (de) et nonce apostolique en Géorgie (en), il est aussi nommé nonce apostolique en Arménie (en) le 15 décembre 2011
Il est consacré par le pape Benoît XVI assisté du cardinal Tarcisio Bertone et du cardinal William Joseph Levada le 6 janvier 2012 en la  basilique Saint-Pierre de Rome. Le pape le nomme aussi le 14 avril 2012, nonce apostolique d'Azerbaïdjan (en).
Le 25 avril 2017, il est transféré à la nonciature apostolique en Tanzanie (en). 
Le 2 février 2022, il est nommé nonce apostolique en Turquie (en). Le 14 février 2022, il est aussi nommé nonce apostolique en Azerbaïdjan (en). Le 8 septembre 2022, le pape François le nomme en plus nonce apostolique au Turkménistan (en).

## Succession apostolique
Marek Solczyński a ordonné les évêques suivants :
- Évêque Lazarus Vitalis Msimbe (en), S.D.S. (2021)